# 莱奥诺雷数据库
莱奥诺雷数据库（法語：Base Léonore）是法国的一个数据库，用于记录法國榮譽軍團勳章的获得者，由法国文化部主管。数据库收录了自1802年该勋章设立至1977年之前逝世的进入荣誉军团的人物。
截至2014年1月，该数据库包含390,000条记录。